# Rhinoderma darwinii
Rhinoderma darwinii vulgarmente conhecida como sapinho-de-Darwin, sapinho-de-barriga-vermelha, rã-de-darwin-do-sul e sapo de Darwin é uma espécie de anfíbio da família Rhinodermatidae. Pode ser encontrado nas florestas austrais, especialmente de Nothofagus, do Chile e Argentina. Historicamente, estava distribuído no Chile, da província de Concepción a Palena, e na Argentina, em Neuquén e Río Negro.
Os machos protegem seus filhotes escondendo-os dentro de suas bocas.